# Concertino pour clarinette de Weber
Pour les articles homonymes, voir Concertino pour clarinette.
Carl Maria von Weber a écrit son Concertino pour clarinette en mi bémol majeur, opus 26 / J. 109, pour le clarinettiste Heinrich Bärmann en 1811 à Munich, la même année où il rencontre le clarinettiste et s’enthousiasme pour sa nouvelle clarinette à dix clefs. Weber a écrit l'œuvre en trois jours, entre le 29 mars et le 3 avril 1811. Bärmann, premier clarinettiste de la Chapelle de la Cour de Munich, a appris l'œuvre au cours des trois jours suivants et la représentation commandée, pour laquelle le roi Maximilien Ier de Bavière a acheté 50 billets, a eu lieu le soir du 5 avril. Cette pièce était jouée par Bärmann avec une clarinette à dix clefs, acquise deux ans plus tôt à Berlin chez Griessling & Schlott. La clarinette polytonale à treize clefs inventée par Iwan Müller n'apparaît qu'en 1812.
Le succès du concertino fut tel que le roi Maximilien commanda à Weber les deux grands concertos pour clarinette composés également à Munich durant l'été 1811: le premier en fa mineur (opus 73) et le second en mi bémol majeur (opus 74).

## Structure
Le concertino est constitué d'un seul mouvement avec des sections enchaînées. La forme est celle de l'introduction, du thème et des variations. La pièce commence par une introduction lente en do mineur. Le thème en mi bémol majeur compte seize mesures. La section suivante est marquée poco più vivo. Dans certaines éditions, elle est suivie par la  « variation I » , bien que l'on puisse soutenir que la section précédente est en fait la première variation. Quoi qu'il en soit, la « variation I » présente des variations du thème en triolets. La « variation II » est marquée poco più vivo et présente des doubles croches. La variation suivante est lente et en mineur parallèle. La variation suivante est en 6/8. La pièce se termine par une section marquée con fuoco.
Les enregistrements du concertino sont parfois constitués de trois parties :
1. Adagio ma non troppo à 
 (mesures 1 à 37),
2. Andante à 
 (mesures 38 à 146),
3. Allegro à 
 (mesure 147 à 242).

## Orchestration
| Instrumentation du Concertino pour clarinette                        |
| Bois                                                                 |
| 1 clarinette en si soliste, 2 flûtes, 2 hautbois, 2 bassons          |
| Cuivres                                                              |
| 2 cors en ut, 2 trompettes en mi                                     |
| Percussions                                                          |
| 2 timbales                                                           |
| Cordes                                                               |
| Premiers violons, seconds violons, altos, violoncelles, contrebasses |

## Pédagogie
Cette pièce appartient aux incontournables de la clarinette classique que le clarinettiste travaille pendant ses études.
Weber possède une connaissance rare des couleurs instrumentales et du timbre de la clarinette et demeure un compositeur indéfectiblement associé à cet instrument dont il a enrichi le répertoire avec six pièces composées pour son ami Bärmann (en comptant le grand duo concertant pour clarinette en mi bémol majeur, op. 48; les sept variations sur un thème de l'opéra Silvana ( voir Silvana (en)), op. 33 ; le quintette pour clarinette en si bémol majeur, op. 34).
Le Concertino est demandé pour l'épreuve de fin de formation du  conservatoire national de musique de Paris en 1877. Auparavant l'épreuve de type solo de concours était uniquement écrite par les professeurs de la classe de clarinette (X. Lefevre, Berr, Klosé).

## Interprétation
Weber a trouvé avec la clarinette de Bärmann un instrument qui lui permet d'exprimer un nouveau monde de sentiments qui correspond à la fois à la sombre mélancolie romantique et à l'éclat extraverti de son propre tempérament.
Cette pièce est souvent jouée trop vite par les clarinettistes solistes qui perdent l'essence de la musique créée par Weber et s'oublient à ne montrer qu'une virtuosité stérile.

## Éditions
Il existe de nombreuses éditions du concertino proposées par les éditeurs dont des réductions pour piano et quatuor de clarinettes : Gérard Billaudot Éditeur (arrangement de Jacques Lancelot), Bärenreiter, Breitkopf & Härtel (arrangement de Hausswald), Alphonse Leduc (arrangement de Cyrille Rose / révisé par Pierre Lefebvre), Henle Verlag (version urtext), Peters (arrangement de Burtmeister), Schott Mainz, Dowani (avec CD)...

## Discographie
Il existe de nombreux enregistrements du concertino pour clarinette :
- Weber, Concertos pour clarinette no 1 & 2, Concertino et Quintette avec clarinette - Sabine Meyer (clarinette), Staatskapelle de Dresde, dirigé par Herbert Blomstedt — EMI Classics (1986)
- Weber, Concertos pour clarinette no 1 & 2, Concertino - Paul Meyer (clarinette), Royal Philharmonic Orchestra dirigé par Gunther Herbig - Denon (2000)

## Sources
- (en) Albert Rice, The Clarinet in the Classical Period, Oxford, Oxford University Press, 2003, 336 p. (ISBN 978-0-19-534299-4).